# Chevrolet Serie D
Der Chevrolet Serie D (engl. Chevrolet Series D) war ein Oberklasse-PKW, der nur im Modelljahr 1918 von Chevrolet als Spitzenmodell hergestellt wurde. Das Fahrzeug wurde Ende 1917 eingeführt und war als fünfsitziger Tourenwagen Modell D-5 mit vier Türen und viersitziger Roadster Modell D-4 mit zwei Türen lieferbar.
Alle Fahrzeuge waren grün lackiert und die sichtbaren Holzteile in Mahagoni gehalten. Die Sitze hatten eine gesteppte Lederpolsterung. Die Wagen hatten oben gesteuerte V8-Motoren (OHV) mit 90° Zylinderwinkel. Die Maschine mit 4719 cm³ Hubraum entwickelte eine Leistung von 61 bhp (45 kW). Die Motorkraft wurde über eine Konuskupplung und ein manuelles Dreiganggetriebe an die Hinterräder weitergeleitet. Die Hinterräder waren mit Außenbandbremsen versehen. Der Verkaufspreis für beide Modelle lag bei 1550 US-$.
Bereits Ende 1918 wurde das Modell nach 4833 Exemplaren ohne Nachfolger eingestellt.